# Rafael Landivar
Compléments
Landivar, éminent latiniste, est connu pour son Rusticatio mexicana
Rafael Landívar Ruiz de Bustamante, né le 27 octobre 1731 à La Antigua (Sacatepéquez), Guatemala et décédé le 27 septembre 1793 à  Bologne (Italie), est un prêtre jésuite guatémaltèque, latiniste, écrivain et poète de renom. Il est considéré comme le poète national du Guatemala.

## Biographie
Né le 27 octobre 1731 à Antigua (Sacatepéquez), le jeune Rafael entre au noviciat des Jésuites de Tepotzotlán (le collège Saint-François-Xavier), au Mexique (Vice-royauté de Nouvelle-Espagne) le 17 février 1750. À la fin de ses études théologiques il est ordonné prêtre probablement en 1758.
Le père Landivar entre dans l’enseignement. Il est titulaire de la classe de rhétorique à Mexico puis Puebla. Il enseigne également la théologie à La Antigua. Lorsque les Jésuites sont expulsés d’Espagne et de ses colonies, en 1767, il se trouvait être le recteur du collège-séminaire de San Francisco-Borgia. Avec ses compagnons jésuites il est déporté vers Espagne. Et de là en Italie, à Bologne, où il est employé comme précepteur, la Compagnie de Jésus étant supprimée depuis 1773. Il réside à Bologne jusqu’à sa mort vingt ans plus tard, le 27 septembre 1793.
Reconnu comme un grand latiniste en Amérique coloniale espagnole, il se fait connaitre en Europe comme un excellent poète latin, grâce à son poème néoclassique Rusticatio Mexicana, publié à Modène en 1781. Il en existe quatre traductions complètes en espagnol et une en anglais. D'autres traductions partielles existent en plus de vingt langues, particulièrement  de son « Élégie au Guatemala » qui suscita de nombreuses études et analyses. .

## Rusticatio mexicana
En exil involontaire en Italie et nostalgique de son pays natal, Landivar s’exprime en poète -il écrit en hexamètres latins impeccables et fluides - dans sa composition Rusticatio mexicana (cinq volumes). Il décrit de manière belle et tendre les merveilles naturelles de son monde mexicain et guatémaltèque. C’est un communicateur scientifique de haut niveau en termes de flore et de faune de l’Amérique, sans manquer d’éléments importants de la géographie humaine et économique.
Considéré comme chef d’œuvre de la littérature ibéro-américaine le Rusticatio mexicana intègre de façon originale le monde latin classique avec l’espagnol et l’ibéro-américain : c’est un prototype de culture mixte. Parfois comparé à Virgile pour son bucolisme lyrique  le Rusticatio mexicana décrit de manière épique et simple le paysage et la nature de ce monde qui reste le sien, malgré son exil. Le retentissement considérable qu’eut cette œuvre poétique, avec ses mérites littéraires et scientifiques liés à un vibrant sentiment patriotique firent considérer Landivar comme le ‘poète national du Guatemala’.

## Reconnaissance publique
- En 1950, les restes du père Rafael Landivar, décédé à Bologne (Italie) en 1793, furent rapatriés dans son pays natal, sur ordre du gouvernement du Guatemala. Ils reposent dans un monument érigé sur le lieu de sa naissance.
- L’université catholique fondée à Ciudad de Guatemala en 1961 et dirigée par les Jésuites, porte son nom : 'Universidad Rafael Landívar'.
- Par deux fois, en 1943 (150è anniversaire de sa mort) et 1981 (250è anniversaire de sa naissance) les services postaux guatémaltèques émirent des timbres à la gloire du poète national.

## Écrits
- Funebris declamatio in funere...Archiepiscopi Guatimalensis, Puebla, 1766. (ed. y trad. J. A. Peñalosa, Rafael Landivar, orador prosista latino, [México, 1985]).
- Rusticatio Mexicana, Módena, 1781. (Ed. facs. Guatemala, 1950. Trad. I. de Loureda, México, 1924; vers. métrica F. Escobedo, México, 1924; trad. O. Valdés, México, 1942; ed. bilingue G. W. Regenos, New Orleans, 1948; ed. bilingüe y análisis estilístico F. Chamorro, Perficit 11 (Salamanca, 1980) 1-175.
- Idyllia Mexicana. Ad R. P. N. S. J. occasione cuiusdam operis ab eo editi, in quo Americanorum ingenia ut rudia et barbara damnabat.